# Kispalád
Kispalád község Szabolcs-Szatmár-Bereg vármegyében, a Fehérgyarmati járásban.

## Fekvése
A megye keleti részén, az ukrán határ mellett fekszik. Szomszédai a határ magyar oldalán: észak felől Magosliget, dél felől Kishódos, nyugat felől pedig Botpalád. Kelet felől a legközelebbi település az ukrajnai Nagypalád.
A környék fontosabb települései közül Tiszabecs 14, Kölcse 12, Sonkád 8, Botpalád 2 kilométer távolságra található. A járás székhelye, Fehérgyarmat 29, a megyeszékhely Nyíregyháza pedig 112 kilométerre fekszik Kispaládtól.

### Megközelítése
A településen végighalad, nagyjából dél-északi irányban (bár jó néhány irányváltással) a 4143-as út, közúton ezen érhető el a két végponti település, Gacsály és Tiszabecs felől is. Botpaláddal és Sonkáddal, illetve a 491-es főúttal a 4139-es út köti össze, az országhatár felé pedig a központjából a 41 132-es számú mellékút vezet.
Vasútvonal nem érinti, a legközelebbi vasúti csatlakozási pontok Zajta vasútállomás vagy Rozsály megállóhely a MÁV Nyíregyháza–Mátészalka–Zajta-vasútvonalán.

## Története
Kispalád a hajdan Paládságnak nevezett terület három falujához tartozott (a másik kettő a kárpátaljai Nagypalád és Botpalád).
Hajdan a Csaholyiak uradalmának palágysági részéhez tartozott. Egészen a család fiúágának kihalásáig a
Csaholyiaké volt. Az 1400-as évek közepén a Csaholyiakon kívül részbirtoka volt itt még a Hontpázmány nemzetség-ből származó Ujhelyi család tagjainak is. Az Ujhelyi családból származó II. György neje a Káta nemzetség-ből származó Csernavodai Zsuzsánna volt. 1453-ban Ujhelyi György részbirtokos volt Kispaládon  és Darnó községben is.
1545-1549-ben Paládot a fiúsitott Csaholyi lányok kapták. A 16. században a Csaholyi uradalom szétbomlásakor a Briberi Melith és a Radnóczi Petrichevich családoké lett, majd kamarai birtok, s a szatmári várhoz tartozott, még 1696-ban is.
A 18., a 19. és a 20. században a gr. Barkóczy, a gr. Teleki, a gr. Károlyi, a Kállay, a Szerdahelyi, a Longer, a Taikly, a Becsky, a Török, az Angyalossy, a Bakos, a Jeney és a Hunyadi családok birtoka.
Fényes Elek tört. geográfiájában így ír a községről: „A földje mint Botpaládé, sárga agyagos, itt-ott homokos, kaszálóin sásos széna terem, sok rétje, derék. Éger erdeje meglehetős. A Túr és a Tisza vizei járják áradáskor. 777 lakosa van. Teleki gróf a Túr vizén ékes, s jövedelmes malmot bír.”

## Közélete

### Polgármesterei
- 1990–1994: Kiss Jenő (független)[3][4]
- 1994–1998: Kiss Jenő (független)[5][6][7]
- 1998–2002: Magyar Sándorné (független)[8][9]
- 2002–2006: Magyar Sándorné (független) [10][11]
- 2006–2010: Magyar Sándorné (független)[12]
- 2010–2014: Magyar Sándorné (Fidesz–KDNP)[13]
- 2014–2019: Magyar Sándorné (Fidesz–KDNP)[14]
- 2019–2024: Magyar Barnabás (Fidesz–KDNP)[15]
- 2024– : Magyar Barnabás (Fidesz–KDNP)[1]

### Választási botrányok
A település több választás alkalmával is elhíresült a papíron bejelentett, de nem ott élő emberek szavazásáról.
A 2019-es önkormányzati választáson nem ott lakó (feltehetően kettős ukrán–magyar állampolgárságú) emberek szavaztak, akik a helyiek számára ismeretlenek voltak. A helyzet már a választás előtt közismert volt.
Korábban ugyanez történt a 2018-as országgyűlési választáson is.

## Népesség
Kispalád népessége 2011-ben még 539 fő volt, amely 2016 elejére 1164 főre emelkedett. Ennek szinte kizárólagos oka az ukrán-magyar határ túloldaláról 'átköltöző' népesség. Tényleges átköltözés azonban elvétve történt csak. Van olyan családi ház, ahova száznál is több ukrán-magyar kettős állampolgár jelentkezett be, pedig sosem látta őket senki. A polgármester nem volt hajlandó cáfolni azokat a feltételezéseket, melyek szerint ezeket bejelentkezéseket elsősorban választási csalás céljából támogatta.
A település népességének változása:
| Lakosok száma | 580  | 579  | 963  | 901  | 554  | 565  | 597  |
|               | 2013 | 2014 | 2015 | 2021 | 2022 | 2023 | 2024 |

2001-ben a település lakosságának 92 %-a magyar, 8 %-a cigány nemzetiségűnek vallotta magát.
A 2011-es népszámlálás során a lakosok 84%-a magyarnak, 32,1% cigánynak, 0,2% ukránnak mondta magát (16% nem nyilatkozott; a kettős identitások miatt a végösszeg nagyobb lehet 100%-nál). A vallási megoszlás a következő volt: római katolikus 2,8%, református 70%, görögkatolikus 0,6%, evangélikus 1,1%, felekezeten kívüli 2,1% (19,2% nem válaszolt).
2022-ben a lakosság 92,6-a vallotta magát magyarnak, 30,1% cigánynak, 0,2% ukránnak, 0,2% lengyelnek, 0,4% egyéb, nem hazai nemzetiségűnek (7,4% nem nyilatkozott; a kettős identitások miatt a végösszeg nagyobb lehet 100%-nál). Vallásuk szerint 2,3% volt római katolikus, 65,9% református, 1,3% görög katolikus, 14,4% egyéb keresztény, 1,3% evangélikus,  4% felekezeten kívüli (10,6% nem válaszolt).

## Nevezetességei
- Református templomát a 15. században építették, gótikus stílusban. A templomot 1815-ben villámcsapás érte, leégett, majd a tűzvész után helyreállították. 1903-ban új templom építését határozták el, ami 1910-ben készült el. Az építkezés során a régi templom tornyát beépítették az új templomba, a mostani egy szinttel magasabb a régi toronynál. A neogótikus templom mostani romos állapotában is elbűvölő látványt nyújtó, harmonikus megjelenésű épület. Belső terét a falakból kiugró pilléreken nyugvó, bordák közé öntött boltozatos mennyezet fedi. A torony felőli nagykar két pilléren nyugszik, míg a templom másik végében, a kiskarzaton található az 1915-ben készült orgona. A déli oldal közepén lévő szószéket és a vele egybeépített Mózes-széket Szabó Sándor szatmári faszobrász készítette. A templom tornyában lévő két harangot Szlezák László öntötte 1927-ben Budapesten.[25]
- Műemlék jellegű Angyalosi Bertalan-féle csűr, és népi építészetű lakóház a Fő-utcán találhatók.

## Természeti értékei
Kispaládot a Túr és a Palád patak öleli körbe, s tőle délnyugatra a Paládi erdő és a Klastrom erdő tölgyes, sziles, kőrises és akácos egybefüggő tömbje. Az erdő a Szatmár-beregi Tájvédelmi Körzethez tartozik.